# Persone di nome Armand
| Questa pagina contiene informazioni ricavate automaticamente dalle voci biografiche con l'ausilio del template Bio e di un bot. L'aggiornamento è periodico e automatico e ricostruisce completamente la pagina. Se manca una persona in questa lista, sei pregato di non aggiungerla, ma accertati piuttosto che la sua voce biografica contenga il template Bio e che i dati anagrafici siano correttamente compilati. Se il template Bio manca, inseriscilo tu stesso o, in alternativa, metti l'avviso {{tmp\|Bio}} che ne segnala la mancanza. Se i dati riportati sono sbagliati, correggi direttamente la voce biografica; le modifiche saranno visibili in questa lista entro pochi giorni. Per chiarimenti vedi il progetto antroponimi. La lista contiene solo le 91 persone che sono citate nell'enciclopedia e per le quali è stato implementato correttamente il template Bio. Pagina aggiornata al 6 ago 2025. |

Questa è una lista di persone presenti nell'enciclopedia che hanno il nome Armand, suddivise per attività principale.

## Abati(1)
- Armand Jean Le Bouthillier de Rancé, abate francese (Parigi, n. 1626 - Soligny-la-Trappe, † 1700)

## Allenatori di calcio(2)
- Armand Forcherio, allenatore di calcio e ex calciatore monegasco (Monaco, n. 1941)
- Armand Penverne, allenatore di calcio e calciatore francese (Pont-Scorff, n. 1926 - Marsiglia, † 2012)

## Ammiragli(4)
- Armand Simon-Marie Blanquet du Chayla, ammiraglio francese (Marvejols, n. 1759 - Versailles, † 1826)
- Armand Joseph Bruat, ammiraglio francese (Colmar, n. 1796 - † 1855)
- Armand de Kersaint, ammiraglio e politico francese (Parigi, n. 1742 - Parigi, † 1793)
- Armand Jean de Vignerot du Plessis, ammiraglio francese (Parigi, n. 1629 - Parigi, † 1715)

## Arcivescovi cattolici(3)
- Armand Bazin de Besons, arcivescovo cattolico e politico francese (Montpellier, n. 1654 - Gaillon, † 1721)
- Armand Koné, arcivescovo cattolico ivoriano (Kouto, n. 1969)
- Armand Maillard, arcivescovo cattolico francese (Offroicourt, n. 1943)

## Astisti(1)
- Armand Duplantis, astista svedese (Lafayette, n. 1999)

## Attori(4)
- Armand Assante, attore statunitense (New York, n. 1949)
- Armand Aucamp, attore, scrittore e imprenditore sudafricano (Città del Capo, n. 1987)
- Armie Hammer, attore statunitense (Los Angeles, n. 1986)
- Séverin-Mars, attore francese (Bordeaux, n. 1873 - Septeuil, † 1921)

## Avvocati(1)
- Armand Lévy, avvocato, giornalista e attivista francese (n. 1827 - Parigi, † 1891)

## Calciatori(8)
- Armand Deumi, ex calciatore camerunese (Douala, n. 1979)
- Armand Feralli, calciatore svizzero (Basilea, n. 1897 - † 1976)
- Armand Godoy, ex calciatore andorrano (Murcia, n. 1976)
- Armand Halmos, calciatore e allenatore di calcio ungherese (Budapest, n. 1894)
- Armand Laurienté, calciatore francese (Gonesse, n. 1998)
- Armand Ossey, ex calciatore gabonese (Libreville, n. 1978)
- Armand Swartenbroeks, calciatore belga (Laeken, n. 1892 - Koekelberg, † 1980)
- Armand Traoré, ex calciatore francese (Parigi, n. 1989)

## Cardinali(1)
- Armand Gaétan Razafindratandra, cardinale e arcivescovo cattolico malgascio (Ambohimalaza, n. 1925 - Mahajanga, † 2010)

## Cestisti(3)
- Armand Cure, cestista e giocatore di football americano statunitense (New Bedford, n. 1919 - Long Beach, † 2003)
- Armand Nováček, cestista rumeno (Bucarest, n. 1937 - Bad Fredeburg, † 2019)
- Armand Van Wambeke, cestista belga (Gand, n. 1926 - Ithaca, † 2011)

## Ciclisti su strada(5)
- Armand Blanchonnet, ciclista su strada francese (Gipcy, n. 1903 - Cernay-la-Ville, † 1968)
- Armand Desmet, ciclista su strada belga (Waregem, n. 1931 - † 2012)
- Armand de Las Cuevas, ciclista su strada e pistard francese (Troyes, n. 1968 - Réunion, † 2018)
- Armand Lenoir, ciclista su strada belga (Namur, n. 1884 - Bruxelles, † 1967)
- Armand Putzeyse, ciclista su strada belga (Engis, n. 1916 - Molenbeek-Saint-Jean, † 2003)

## Compositori(2)
- Armand Amar, compositore francese (Gerusalemme, n. 1953)
- Armand Preud'homme, compositore e organista belga (Peer, n. 1904 - Brasschaat, † 1986)

## Direttori della fotografia(1)
- Armand Thirard, direttore della fotografia francese (Mantes-la-Jolie, n. 1899 - Colombes, † 1973)

## Drammaturghi(4)
- Armand d'Artois, drammaturgo e librettista francese (Oise, n. 1788 - Parigi, † 1867)
- Armand Gatti, drammaturgo, scenografo e regista francese (Monaco, n. 1924 - Saint-Mandé, † 2017)
- Armand Salacrou, drammaturgo francese (Rouen, n. 1899 - Le Havre, † 1989)
- Armand Curly Wright, drammaturgo, sceneggiatore e attore italiano (Palermo, n. 1886 - Hollywood, † 1965)

## Editori musicali(1)
- Armand Edward Blackmar, editore musicale e scacchista statunitense (Bennington, n. 1826 - New Orleans, † 1888)

## Fisici(1)
- Hippolyte Fizeau, fisico francese (Parigi, n. 1819 - Venteuil, † 1896)

## Generali(3)
- Armand Louis de Gontaut-Biron, generale francese (Parigi, n. 1747 - Parigi, † 1793)
- Armand Jacques Leroy de Saint-Arnaud, generale francese (Parigi, n. 1798 - Mar Nero, † 1854)
- Armand Charles de La Porte de La Meilleraye, generale francese (n. 1632 - Meilleray, † 1713)

## Giocatori di curling(1)
- Armand Isaac-Bénédic, giocatore di curling francese (Parigi, n. 1875 - Parigi, † 1962)

## Giocatori di football americano(1)
- Armand Membou, giocatore di football americano statunitense (Lee's Summit, n. 2004)

## Imprenditori(3)
- Armand Dufaux, imprenditore e aviatore svizzero (Parigi, n. 1883 - Ginevra, † 1941)
- Armand Hammer, imprenditore statunitense (New York, n. 1898 - Los Angeles, † 1990)
- Armand Peugeot, imprenditore francese (Hérimoncourt, n. 1849 - Neuilly-sur-Seine, † 1915)

## Incisori(1)
- Armand Seguin, incisore e pittore francese (Parigi, n. 1869 - Châteauneuf-du-Faou, † 1903)

## Ingegneri(1)
- Armand Joseph Bayard, ingegnere francese (Parigi, n. 1805 - Parigi, † 1875)

## Islamisti(1)
- Armand Abel, islamista belga (Uccle, n. 1903 - Aywaille, † 1973)

## Matematici(1)
- Armand Borel, matematico svizzero (La Chaux-de-Fonds, n. 1923 - Princeton, † 2004)

## Medici(1)
- Armand Trousseau, medico francese (Tours, n. 1801 - Parigi, † 1867)

## Militari(4)
- Armand von Alberti, militare tedesco (Ulma, n. 1866 - Ulma, † 1919)
- Armand d'Athos, militare e agente segreto francese (Athos-Aspis, n. 1615 - Parigi, † 1643)
- Armand du Paty de Clam, ufficiale francese (Parigi, n. 1853 - Versailles, † 1916)
- Armand Marie de Roquefeuille, militare francese (Quintin, n. 1815 - Medole, † 1859)

## Mineralogisti(1)
- Armand Lévy, mineralogista francese (Parigi, n. 1795 - Le Pecq, † 1841)

## Musicisti(1)
- Armand Van Helden, musicista, disc jockey e produttore discografico statunitense (Boston, n. 1970)

## Nobili(2)
- Armand de Gontaut-Biron, nobile, militare e diplomatico francese (n. 1524 - Épernay, † 1592)
- Armand Augustin Louis de Caulaincourt, nobile, generale e diplomatico francese (Caulaincourt, n. 1773 - Parigi, † 1827)

## Pallanuotisti(1)
- Armand Boppart, pallanuotista svizzero (n. 1894 - Eschenbach, † 1975)

## Pittori(4)
- Armand Apol, pittore belga (Saint-Gilles, n. 1879 - Bruxelles, † 1950)
- Arman, pittore e scultore francese (Nizza, n. 1928 - New York, † 2005)
- Armand Berton, pittore, illustratore e incisore francese (Parigi, n. 1854 - Parigi, † 1917)
- Armand Point, pittore francese (Algeri, n. 1860 - Napoli, † 1932)

## Poeti(3)
- Armand Su, poeta e esperantista cinese (Pechino, n. 1936 - Tientsin, † 1990)
- Armand Godoy, poeta cubano (L'Avana, n. 1880 - Parigi, † 1964)
- Armand Gouffé, poeta e compositore francese (Parigi, n. 1775 - Beaune, † 1845)

## Politici(7)
- Armand-Désiré d'Aiguillon, politico e nobile francese (Parigi, n. 1761 - Amburgo, † 1800)
- Armand Călinescu, politico e economista rumeno (Pitești, n. 1893 - Bucarest, † 1939)
- Armand De Decker, politico belga (Uccle, n. 1948 - Woluwe-Saint-Lambert, † 2019)
- Armand Fallières, politico francese (Mézin, n. 1841 - Mézin, † 1931)
- Armand Gensonné, politico e avvocato francese (Bordeaux, n. 1758 - Parigi, † 1793)
- Armand Emmanuel du Plessis de Richelieu, politico e diplomatico francese (Parigi, n. 1766 - Parigi, † 1822)
- Armand Marc de Montmorin-Saint-Hérem, politico francese (Barges, n. 1745 - Parigi, † 1792)

## Produttori cinematografici(1)
- Armand Schaefer, produttore cinematografico e regista canadese (Tavistock, n. 1898 - Contea di Mono, † 1967)

## Pugili(1)
- Armand Apell, pugile francese (Strasburgo, n. 1905 - Strasburgo, † 1990)

## Registi(1)
- Armand Mastroianni, regista statunitense (New York, n. 1948)

## Schermidori(3)
- Armand Massard, schermidore francese (Parigi, n. 1884 - Parigi, † 1971)
- Armand Mouyal, schermidore francese (Orano, n. 1925 - Bures-sur-Yvette, † 1988)
- Armand Simon, ex schermidore francese

## Sciatori alpini(2)
- Armand Marchant, sciatore alpino belga (Liegi, n. 1997)
- Armand Schiele, ex sciatore alpino francese (Colmar, n. 1967)

## Scrittori(2)
- Armand Carrel, scrittore e giornalista francese (Rouen, n. 1800 - Saint-Mandé, † 1836)
- Armand Robin, scrittore, traduttore e critico letterario francese (Plouguernével, n. 1912 - Parigi, † 1961)

## Sociologi(1)
- Armand Mattelart, sociologo belga (Jodoigne, n. 1936)

## Senza attività specificata(2)
- Armand Bouchart, cavaliere medievale
- Armand de Périgord, cavaliere medievale francese (n. 1178 - † 1245)